# Course en ligne féminine aux championnats du monde de cyclisme sur route 1960
Navigation
1959 1961
La course en ligne féminine aux championnats du monde de cyclisme sur route 1960 a lieu le 13 août 1960 à Sachsenring en Allemagne. Cette édition est remportée par la Britannique Beryl Burton.

## Classement
|                                    | Coureuse               | Pays               |    | Temps           |
| ---------------------------------- | ---------------------- | ------------------ | -- | --------------- |
| Médaille d'or, Coupe du Monde      | Beryl Burton           | Royaume-Uni        | en | 1 h 54 min 39 s |
| Médaille d'argent, Coupe du Monde  | Rosa Sels              | Belgique           | +  | 3 min 37 s      |
| Médaille de bronze, Coupe du Monde | Elisabeth Kleinhans    | Allemagne de l'Est |    | 3 min 37 s      |
| 4                                  | Vera Gorbatcheva       | Union soviétique   |    | 3 min 37 s      |
| 5                                  | Marie-Thérèse Naessens | Belgique           |    | 3 min 37 s      |
| 6                                  | Karin Haensel          | Allemagne de l'Est |    | 3 min 37 s      |
| 7                                  | Yvonne Reynders        | Belgique           |    | 3 min 37 s      |
| 8                                  | Lily Herse             | France             |    | 3 min 37 s      |
| 9                                  | Maria Loukchina        | Union soviétique   |    | 3 min 37 s      |
| 10                                 | Renate Krämer          | Allemagne de l'Est |    | 3 min 37 s      |
| 11                                 | Elsy Jacobs            | Luxembourg         |    |                 |
| 12                                 | Aino Puronen           | Union soviétique   |    | 4 min 57 s      |
| 13                                 | Joanna Kershaw         | Royaume-Uni        |    | 4 min 57 s      |
| 14                                 | Tamara Novikova        | Union soviétique   |    | 6 min 36 s      |
| 15                                 | Renée Vissac           | France             |    | 7 min 22 s      |
| 16                                 | Nina Shishina          | Union soviétique   |    | 7 min 22 s      |
| 17                                 | Denise Bral            | Belgique           |    | 7 min 22 s      |
| 18                                 | Victoire Van Nuffel    | Belgique           |    | 7 min 22 s      |
| 19                                 | ?                      |                    |    | 7 min 22 s      |
| 20                                 | Andrée Vaudel          | France             |    | 7 min 22 s      |
| 21                                 | Valentine Baxendine    | Royaume-Uni        |    | 7 min 22 s      |
| 22                                 | Margaret Sturgen       | Royaume-Uni        |    | 7 min 22 s      |
| 23                                 | Elfriede Vey           | Allemagne de l'Est |    | 9 min 47 s      |
| 24                                 | Maja Vimbare           | Union soviétique   |    | 10 min 3 s      |
| 25                                 | Kathleen Ray           | Royaume-Uni        |    | 12 min 31 s     |
| 26                                 | Simone Ellegeest       | Belgique           |    | 13 min 10 s     |
| 27                                 | Andrée Flageolet       | France             |    | 14 min 37 s     |
| 28                                 | Karin Magyar           | Hongrie            |    | 17 min 10 s     |
| 29                                 | Renée Ganneau          | France             |    | 18 min 9 s      |
| 30                                 | Nicole Monin           | France             |    | 19 min 10 s     |